# سربازمگس‌ریختان
سربازمگس‌ریختان (نام علمی: Stratiomyomorpha) نام یک فروراسته از زیرراسته کوتاه‌شاخکان است.